# Serie B Profesional de Chile
La Serie B Profesional de Chile fue la segunda categoría del fútbol profesional de Chile, por debajo de la Primera División desde 1935. Fue creada por la Asociación de Football de Santiago (AFS), perteneciente a la Federación de Football de Chile, y correspondía a la última de las dos categorías profesionales del fútbol en Chile en ese entonces. El equipo con más títulos fue Universidad de Chile, que se adjudicó el torneo en dos oportunidades.
Si bien fue creada como categoría inferior de la Primera División, solo en pocas ocasiones hubo ascensos y descensos efectivos desde la máxima categoría nacional. Junto con la División de Ascenso creada en 1943, y la División de Honor Amateur creada en 1949, la Serie B fue antecesora de la Primera B de Chile.

## Historia
Luego de realizado el primer campeonato de la Liga Profesional de Football de Santiago (LPF) en 1933, la Asociación de Football de Santiago (AFS) reconoció al incipiente profesionalismo y, por disposición de la Federación de Football de Chile, reincorporó a los disidentes dentro de sus filas. Entre otras medidas, para permitir la fusión, la AFS exigió la incorporación de cuatro clubes amateurs al campeonato nacional de Primera División de 1934. Sin embargo, dada la diferencia económica y deportiva con los clubes «tradicionales», la federación determinó que los equipos que terminasen posicionados entre la séptima y la undécima ubicación quedarían excluidos de la categoría para formar una Serie B Profesional para 1935, mientras que el colista disputaría un encuentro de definición contra el campeón de la Sección Amateur de 1934, Universidad de Chile, por la permanencia en la nueva división.
No obstante, ante el reclamo de puntos presentado por Morning Star, que finalizó en la última ubicación del torneo de Primera División de 1934, contra Green Cross, y que en caso de ser acogido dejaba a este último como colista del campeonato, en el mes de julio de 1935 y para evitar mayores perjuicios a las partes, la Federación de Football de Chile dictaminó la integración de Morning Star y de Universidad de Chile en la primera edición de la Serie B Profesional. Además, anuló el campeonato que se estaba disputando y determinó su reinicio con la participación de ambas instituciones, hasta ese momento excluidas debido a la reclamación de Morning Star. Este fallo fue apelado sin éxito por la Asociación de Football de Santiago, que no deseaba aumentar el número de equipos participantes, retrasando la incorporación de ambos equipos hasta octubre. Finalmente, el primer campeón del torneo fue Santiago National, que se lo adjudicó en forma invicta.

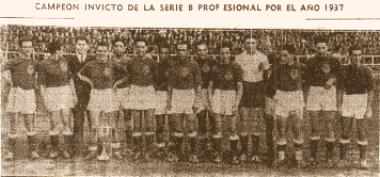
Universidad de Chile, campeón invicto de la edición de 1937 de la Serie B.

En 1936, la edición de ese año fue disputada por los cinco equipos que lograron mantener su categoría en el torneo anterior, y el campeón fue Universidad de Chile, que repitió el título en calidad de invicto en la edición de 1937, en la que participaron las reservas de la mayoría de los equipos participantes en el campeonato nacional. De manera excepcional, Universidad de Chile y Universidad Católica fueron puestos a prueba en el Campeonato de Apertura 1938 para su ingreso a la serie profesional de honor, en donde fue aceptado el primero y descartado el segundo.
En la edición de 1938 resultó campeón Metropolitano, que ascendió a Primera División junto a los otros tres mejores posicionados en el torneo: Santiago National, Universidad Católica y Green Cross. En 1939, debido a las malas campañas de Metropolitano y Santiago National en Primera División, surgió una ocasión para que ambos clubes descendieran, pero esta situación no ocurrió y no hubo Serie B esa temporada.
La Serie B continuó hasta 1942, pero con una mayoría de equipos reservas de clubes de Primera División dentro de sus filas. En sus últimos años fueron campeones Deportivo Flecha (1940), Magallanes "B" (1941) y Green Cross "B" (1942).

## Historial
| Temporada | Campeón              | Subcampeón         |
| --------- | -------------------- | ------------------ |
| 1935      | Santiago National    | Carlos Walker      |
| 1936      | Universidad de Chile | Ferroviarios       |
| 1937      | Universidad de Chile | Santiago National  |
| 1938      | Metropolitano        | Santiago National  |
| 1939      | No se disputó        | No se disputó      |
| 1940      | Deportivo Flecha     | Colo-Colo "B"      |
| 1941      | Magallanes "B"       | Maestranza Central |
| 1942      | Green Cross "B"      |                    |

### Palmarés
| Equipo               | Títulos | Subcampeonatos | Años campeonatos |
| -------------------- | ------- | -------------- | ---------------- |
| Universidad de Chile | 2       |                | 1936, 1937       |
| Santiago National    | 1       | 2              | 1935             |
| Metropolitano        | 1       |                | 1938             |
| Deportivo Flecha     | 1       |                | 1940             |
| Magallanes "B"       | 1       |                | 1941             |
| Green Cross "B"      | 1       |                | 1942             |
| Carlos Walker        |         | 1              |                  |
| Ferroviarios         |         | 1              |                  |
| Colo-Colo "B"        |         | 1              |                  |
| Maestranza Central   |         | 1              |                  |